# Forest View
Forest View est un village situé dans le comté de Cook en proche banlieue de Chicago, dans l'État de l'Illinois, aux États-Unis.